# Opera met goddelijke krachten
Opera met goddelijke krachten is een vorm van Chinese opera die gespeeld wordt bij religieuze ceremonies, bij de opening van nieuwgebouwde tempels, bij miaohui, tijdens taipingqingjiao, tijdens geestenfeest en op de verjaardagen van goden en heiligen. Op verjaardagen waar deze vorm van opera wordt gespeeld zijn die van de goden: Beidi, Guandi, Longwang, Tianhou, Shanshen, Chenghuang en Tudigong.
Bij een opera met goddelijke krachten offeren de operaspelers uitgebreid aan een bepaalde god. Op het toneel zullen zij zich verkleden als goden en godinnen en bekende Chinese mythologische verhalen uitbeelden door zang, dans en acrobatiek. De opera wordt meestal in een afbreekbare grote tent gespeeld naast de tempel(s).
Deze operagenre is in de Kantonese opera zeer groot en jaarlijks zijn er meerdere voorstellingen te zien. De god van de Kantonese opera is Huaguangdadi, die door alle Kantonese operaspelers wordt aanbeden.